# Бриско (округ)
Бриско (англ. Briscoe County) является округом расположенным в США штате Техас. По состоянию на 2000 год, население 1790 человек. Окружным центром для него является город Силвертон. Бриско носит имя Эндрю Бриско, солдата времен революции в Техасе.
Бриско входит в число 46 округов Техаса с действующим сухим законом.

## География
По данным Бюро переписи США, общая площадь округа равняется 2335 км², из которых 2332 км² суша и 3 км² или 0,15% это водоёмы.

### Основные шоссе
- Автомагистраль 86
- Автомагистраль 207

### Соседние округа
- Армстронг (север)
- Донли (северо-восток)
- Мотли (юго-восток)
- Суишер (запад)
- Флойд (юг)
- Холл (восток)

## Демография
По данным переписи населения 2000 года в округе проживало 1790 жителей, в составе 724 хозяйств и 511 семей. Плотность населения была менее 1 человека на 1 квадратный километр. Насчитывалось 1006 жилых домов, при плотности покрытия одна постройка на квадратную милю. По расовому составу население состояло из 83,35% белых, 2,29% чёрных или афроамериканцев, 0,39% коренных американцев, 0,06% азиатов, 11,45% прочих рас, и 2,46% представители двух или более рас. 22,74% населения являлись испаноязычными или латиноамериканцами.
Из 724 хозяйств 29,3% воспитывали детей возрастом до 18 лет, 59,3% супружеских пар живших вместе, в 7,6% семей женщины проживали без мужей, 29,4% не имели семей. На момент переписи 27,9% от общего количества жили самостоятельно, 16% одинокие старики в возрасте от 65 лет и старше. В среднем на каждое хозяйство приходилось 2,47 человека, среднестатистический размер семьи составлял 3,03 человека.
Показатели по возрастным категориям в округе были следующие: 27,1% жители до 18 лет, 6,8% от 18 до 24 лет, 22% от 25 до 44 лет, 24,8% от 45 до 64 лет, и 19,3% старше 65 лет. Средний возраст составлял 40 лет. На каждых 100 женщин приходилось 95 мужчин. На каждых 100 женщин в возрасте 18 лет и старше приходилось 92,8 мужчины.
Средний доход на хозяйство в округе составлял 29 917 $, на семью — 35 326 $. Среднестатистический заработок мужчины был 25 854 $ против 17 500 $ для женщины. Доход на душу населения был 14 218 $. Около 11,5% семей и 16% общего населения зарабатывало ниже прожиточного минимума. Среди них было 23% тех кому ещё не исполнилось 18 лет, и 12,5% тех кому было уже больше 65 лет.

## Политическая ориентация
На президентских выборах 2008 года Джон Маккейн получил 74,34% голосов избирателей против 24,7% у демократа Барака Обамы.
В Техасской палате представителей округ Бриско числится в составе 88-го района. С 1989 года интересы округа представляет республиканец Уоррен Чисам из Пампы.

## Населённые пункты
- Силвертон
- Китикуэй